# Hrvoje Perinčić
Hrvoje Perinčić (Zara, 24 gennaio 1978) è un ex cestista croato.

## Carriera
Con la Croazia ha disputato i Campionati europei del 2003.

## Palmarès
- Campionato francese: 1

Strasburgo: 2004-05
- Coppa di Croazia: 3

Zadar: 1998, 2000, 2003
- Lega Adriatica: 1

Zadar: 2002-03